# Tresor de Nagyszentmiklós
El Tresor de Nagyszentmiklós és un important tresor de 23 vasos d'or medievals, en total de 9.945 kg, trobat el 1799 prop de la ciutat llavors coneguda com Nagyszentmiklós[1] o Groß-Sankt-Niklaus[2] (en romanès: Sânnicolau Mare) al nord del Banat (llavors part del Comtat de Torontál, dintre del Regne d'Hongria en l'Imperi Habsburg, hui a Timiş, a Romania occidental, prop de la frontera amb Hongria). Després de l'excavació el tresor s'envià a Viena, a capital de l'imperi. Des de llavors, està en exposició permanent en el Museu d'Història de l'Art a Viena. Hi ha diversos punts de vista pel que fa a la data i els orígens dels estils de les peces, i el context en què s'elaboraren. Excepcionalment, les inscripcions en algunes peces augmenten la complexitat dels arguments. Oficialment, Romania n'ha demanat al govern austríac el repatriament.

## Descripció

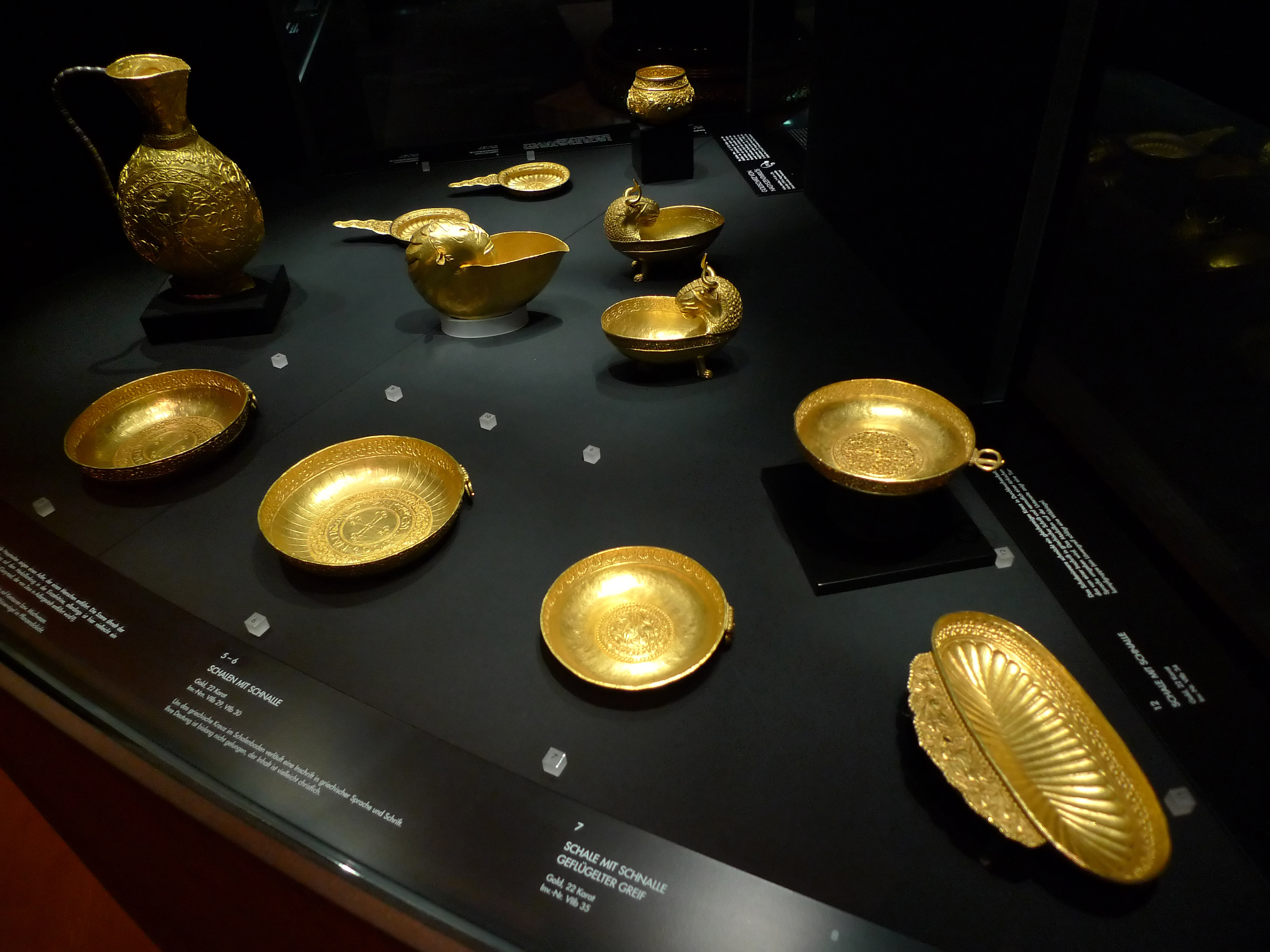
Una part del tresor

El tresor, que consisteix en 23 vasos d'or datats entre els segles vi i x, el trobà el 3 de juliol del 1799 Neru Vuin, un masover serbi, a la rodalia de Nagyszentmiklós.(1) La figura del "Príncep Victoriós" arrossegant un presoner del cabell i l'escena mitològica en la part posterior d'un pot d'or, així com el disseny d'altres objectes ornamentals, mostra afinitats amb les troballes de Novi Pazar, a Bulgària, i amb les de Sarkel, a Rússia. Estilísticament, les influències de l'Àsia central, la sassànida i la bizantina hi predominen.(1)

## Inscripció
En un dels vasos del tresor hi ha una inscripció escrita en alfabet grec en què es llegeix:
ΒΟΥΗΛΑ.ΖΟΑΠΑΝ.ΤΕΣΗ.ΔΥΓΕΤΟΙΓΗ.ΒΟΥΤΑΟΥΛ.ΖΩΑΠΑΝ.ΤΑΓΡΟΓΗ.ΗΤΖΙΓΗ.ΤΑΙΣΗ
Traducció: bouēla zoapan tesē dygetoigē boutaoul zōapan tagrogē ētzigē taisē
La llengua de la inscripció és probablement turquesa. Mentre no hi ha consens per al seu significat, s'hi han suggerit diverses traduccions i hi ha consens que Buyla i Butaul són noms o títols turcs, i que estan associats al títol de zupan. Hi ha una altra inscripció en grec i d'altres molt petites en un manuscrit amb alfabet d'Orcom, i també és probable que estiga en una llengua turquesa, però són molt breus i no han estat desxifrats.(1)

## Context cultural
L'ambient cultural en què els objectes del tresor s'elaboraren encara no s'ha esclarit. Segon alguns estudiosos el tresor potser es relaciona amb el Kaganat àvar. D'acord amb la interpretació de la inscripció d'un dels vasos, aquesta inscripció fou escrita per un poble els líders locals del qual tenien noms turcs i títols eslaus (o siga, zupans).
Se'n trobaren afinitats entre el material de Nagyszentmiklós i les troballes de Novi Pazar i dels khàzars. Alguns arqueòlegs tant d'Hongria com de Bulgària consideren aquestes afinitats per donar suport a teories d'antigues migracions entre regions. Ambdós s'aliaren amb els khàzars durant un temps. El tresor dona idea de l'art realitzat en el Primer Imperi búlgar, el Regne d'Hongria i els khàzars. Segons el professor Nykola Mavrodinov (que es basa en Vilhelm Thomsen), l'escrit en el vas núm. 21 està en búlgar, escrit amb lletres gregues, al voltant d'una creu, i diu, "Boyla Zoapan va fer aquest vas. Buaul Zoapan el volia per beure."(1) Una escola d'arqueòlegs hongaresos sosté que els treballs d'orfebreria del segle x són khàzars.(1)
Es creu que l'art khàzar s'hauria emmotllat en patrons artístics sassànides. L'arqueòleg soviètic O. H. Bader matisa el paper dels khàzars en la disseminació de l'estil de ceràmica d'argent sassànida en direcció al nord. Alguns d'aquests treballs poden haver estat reexportats pels khàzars, com a mitjancers; altres n'eren imitacions fetes en tallers khàzars, com a les ruïnes trobades a prop de l'antiga fortalesa khàzar de Sarkel. L'arqueòleg suec T. J. Arne esmenta plaques ornamentals i sivelles trobades tan lluny com a Suècia, d'inspiració sassànida i bizantina, manufacturades a Khazària o territoris sota la seua influència.[16] Així, els khàzars, magiars i búlgars podrien haver estat mitjancers en l'expansió de l'art sassànida a l'Europa Oriental.(1)
Diversos elements del Tresor de Nagyszentmiklós té rèpliques de l'Àsia central. Una n'és l'escena de l'ocell diví Garuda aixecant un cos humà. Aquest motiu es pot trobar en tota l'Àsia Central, Índia i Sibèria. El motiu d'un animal bevent de la copa també apareix en tota Euràsia i Xina, a través de Sibèria, i a Hongria. La imatge de la conquilla del nàutils en el conjunt es pot relacionar amb l'Índia, on l'animal és nadiu de l'oceà Índic. Aquesta relació remunta a l'Imperi heftalita, l'estat dels huns blancs que governaren durant els segles IV-V a Gujarat i Rajasthan.(1)

## Galeria de fotos

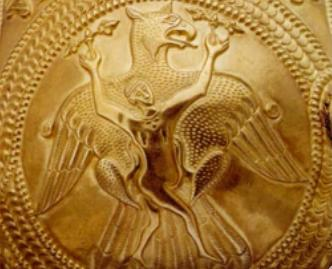
La il·lustració del tresor que descriu una escena similar de la llegenda d'Àlmos de la mitologia hongaresa: somni d'Àlmos de l'ocell Turul
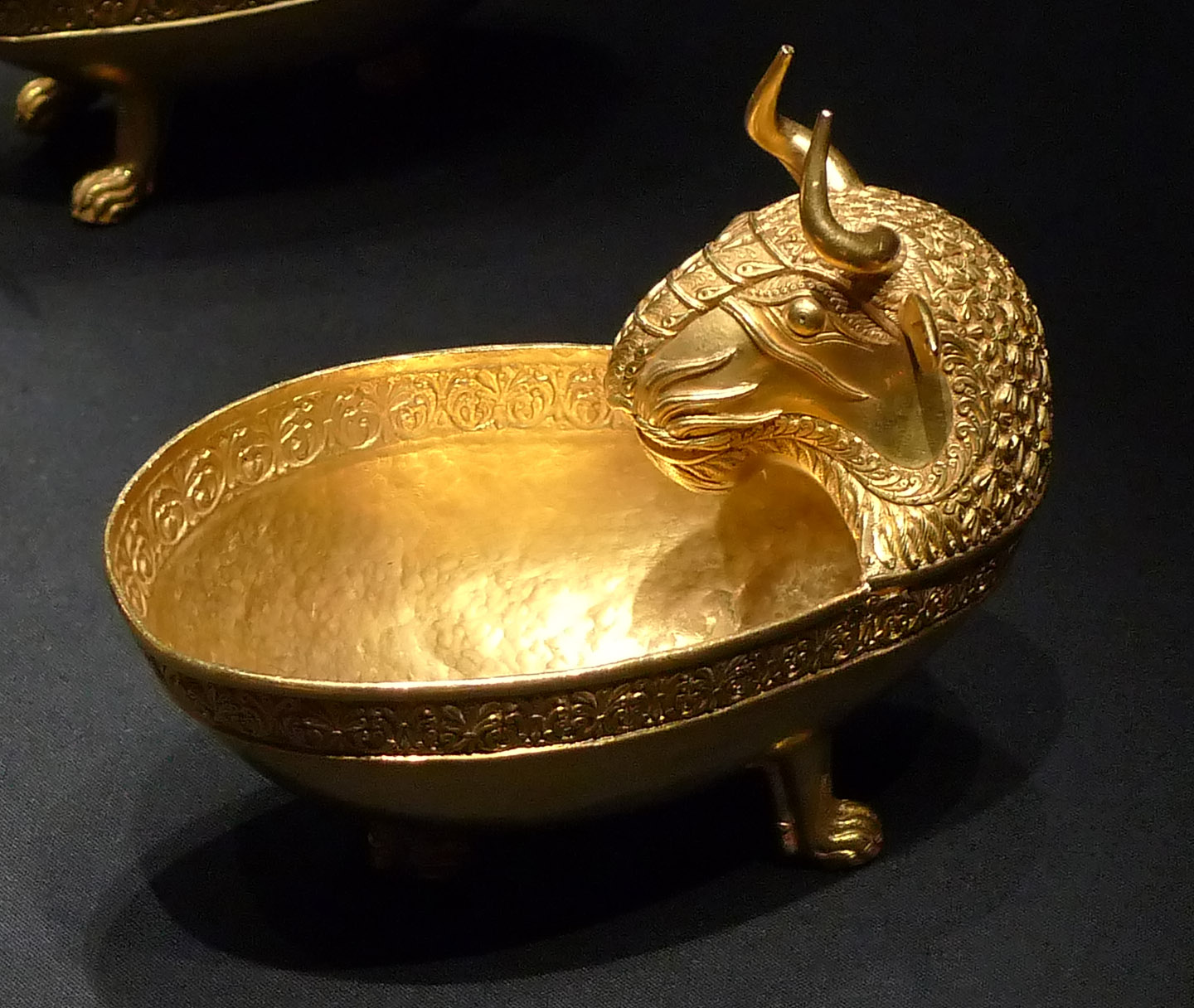
Paella amb cap de bou
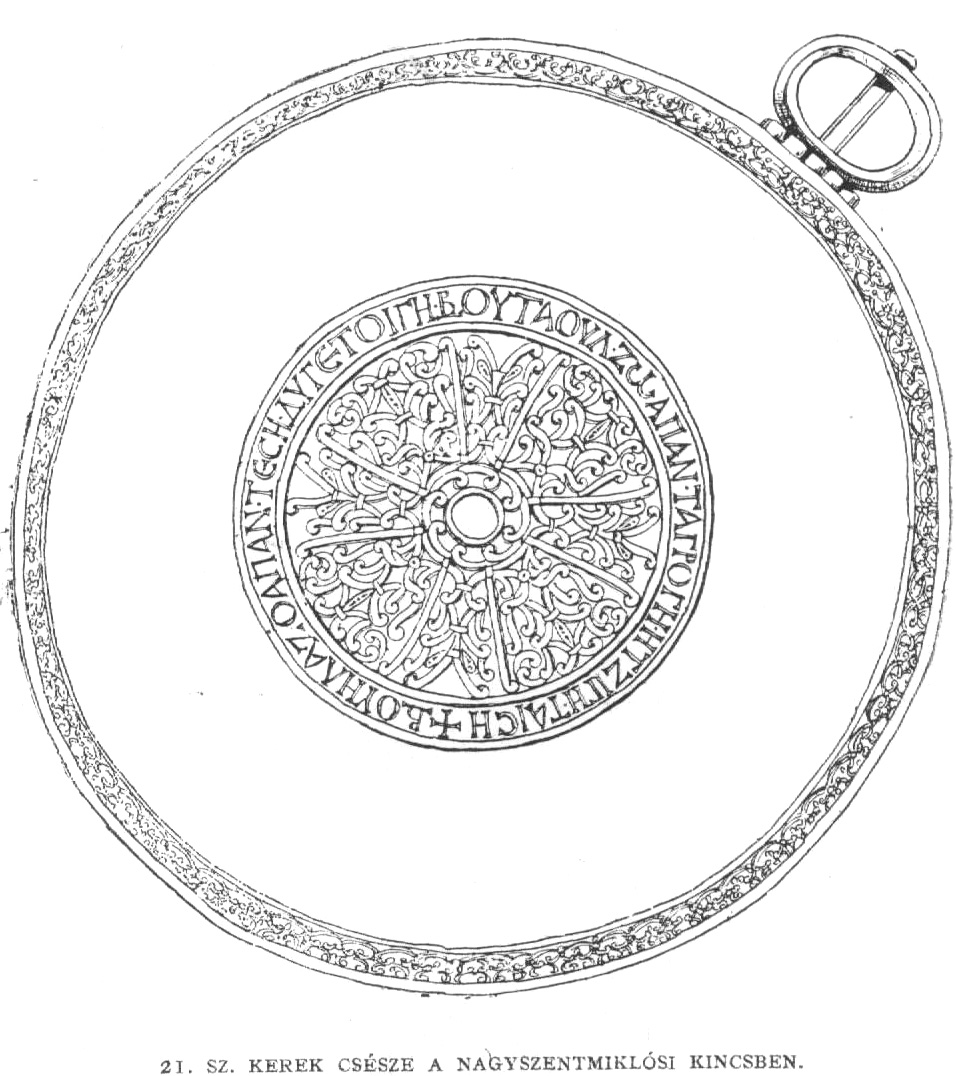
Dibuix d'un vas inscrit en alfabet grec, però en una llengua no grega, probablement turquesa